# Scrophularia atrata
Scrophularia atrata är en flenörtsväxtart som beskrevs av Francis Whittier Pennell. Scrophularia atrata ingår i släktet flenörter, och familjen flenörtsväxter. Inga underarter finns listade i Catalogue of Life.